# جيف غرينغر
جيف غرينغر (بالإنجليزية: Jeff Granger)‏ هو لاعب كرة قاعدة أمريكي، ولد في 16 ديسمبر 1971 في سان بدروس ‏ في الولايات المتحدة.

## وصلات خارجية
- جيف غرينغر على موقعبيزبول رفرنس.كوم (الدوري الرئيسي) (الإنجليزية)
- جيف غرينغر على موقعبيزبول رفرنس.كوم (الدوري الثانوي) (الإنجليزية)